# Attilio Firpi
Attilio Angelo Firpi (Montevideo, 10 dicembre 1880 – Milano, 31 gennaio 1962) è stato un calciatore uruguaiano, di ruolo portiere.

## Carriera
Fu il primo calciatore uruguaiano a giocare nel Milan. Militò nella squadra rossonera per una stagione, disputando una sola partita ufficiale contro l'US Milanese. (19.02.1905 US Milanese-Milan 7-6, campionato di prima categoria). Ha giocato anche nelle file della Giovane Italia (Istituto Cattaneo)

## Palmarès

### Calciatore

#### Club

##### Altre Competizioni
- Torneo FGNI: 1

Milan: 1905